# Abra del Cóndor (Nazareno)
Als Abra del Cóndor wird ein Gebirgspass auf der Puna-Hochebene im Nordwesten Argentiniens bezeichnet. Der Pass befindet sich in der Provinz Jujuy an der Grenze zur Provinz Salta.
In Richtung Nordwest führt die Ruta Provincial 145-S zum 25 km entfernten Yavi, in Richtung Südost auf einer Strecke von 12 km zum 1200 m tiefer gelegenen Nazareno. Der Weg nach Nazareno führt über den 4720 m hohen Gebirgspass Abra Fundición.
50 km südlich des Passes Abra del Condor befindet sich ein Gebirgspass gleichen Namens. Siehe Abra del Cóndor (Iruya).